# Врполє (Триль)
Врполє (хорв. Vrpolje) — населений пункт у Хорватії, у Сплітсько-Далматинській жупанії у складі міста Триль.

## Населення
Населення за даними перепису 2011 року становило 93 осіб.
Динаміка чисельності населення поселення:

## Клімат
Середня річна температура становить 11,38 °C, середня максимальна – 24,99 °C, а середня мінімальна – -3,03 °C. Середня річна кількість опадів – 950 мм.
| Клімат поселення                              | Клімат поселення | Клімат поселення | Клімат поселення | Клімат поселення | Клімат поселення | Клімат поселення | Клімат поселення | Клімат поселення | Клімат поселення | Клімат поселення | Клімат поселення | Клімат поселення | Клімат поселення |
| Показник                                      | Січ.             | Лют.             | Бер.             | Квіт.            | Трав.            | Черв.            | Лип.             | Серп.            | Вер.             | Жовт.            | Лист.            | Груд.            |                  |
| Середній максимум, °C                         | 8,75             | 9,16             | 12,22            | 15,97            | 20,40            | 24,27            | 24,99            | 24,94            | 20,60            | 16,46            | 11,41            | 8,75             |                  |
| Середня температура, °C                       | 2,85             | 3,26             | 6,32             | 10,08            | 14,48            | 18,37            | 20,66            | 20,61            | 16,27            | 12,13            | 7,08             | 4,41             |                  |
| Середній мінімум, °C                          | −3,03            | −2,64            | 0,42             | 4,18             | 8,60             | 12,48            | 16,32            | 16,27            | 11,94            | 7,79             | 2,75             | 0,08             |                  |
| Норма опадів, мм                              | 77               | 69               | 72               | 82               | 64               | 66               | 44               | 57               | 83               | 108              | 124              | 104              |                  |
| Середньомісячна швидкість вітру, м/с          | 2.59             | 2.94             | 3.03             | 2.85             | 2.55             | 2.26             | 2.25             | 2.15             | 2.38             | 2.48             | 2.93             | 2.98             |                  |
| Середньомісячна сонячна радіація, кДж/м²·день | 5521             | 8207             | 11889            | 16052            | 19896            | 22498            | 24249            | 21361            | 15922            | 10409            | 5994             | 4698             |                  |
| --------------------------------------------- | ---------------- | ---------------- | ---------------- | ---------------- | ---------------- | ---------------- | ---------------- | ---------------- | ---------------- | ---------------- | ---------------- | ---------------- | ---------------- |
| Джерело:                                      |                  |                  |                  |                  |                  |                  |                  |                  |                  |                  |                  |                  |                  |